# Raiven
Сара Бришкі Цирман (словен. Sara Briški Cirman, нар. 26 квітня 1996, Словенія), відома під псевдонімом Raiven — словенська співачка, автор пісень і арфістка. Вона здобула широке визнання, змагаючись за участь у Пісенному конкурсі Євробачення 2016 від Словенії під час національного відбору Evrovizijska Melodija (EMA) з піснею «Črno bel», де посіла друге місце. Далі співачка повернулася до EMA у 2017 році, посівши третє місце з піснею «Zažarim», і знову брала участь у змаганнях у 2019 з піснею «Kaos», де посіла друге місце. Raiven представляла Словенію на Пісенному конкурсі Євробачення 2024 з піснею «Veronika».

## Біографія

### Навчання
Сара Бришкі Цирман розпочала свою музичну кар'єру в чотири роки, коли вступила до Ljubljana Music Matica. З 2002 по 2011 рік відвідувала уроки гри на арфі в музичній школі в Любляні. Вона продовжила навчання за програмою Художньої гімназії в Маріборській консерваторії музики та балету, за фахом арфістки у професора Далібора Бернатовича, джазового співу в Ани Безяк і сольного співу в професорів Леони Башович і Тіни Бохак.
Райвен неодноразово нагороджена за досягнення в галузі класичної музики. Серед інших нагород, у 2013 році вона здобула перше місце на Міжнародному конкурсі арфистів імені Антоніо Сальєрі в Італії та золоту плакетку на Конкурсі країни сольного співу Temsig.
У 2015 році закінчила факультет сольного співу та продовжила музичну освіту в Музичній академії Любляни (сольний спів — опера), яку закінчила у 2018 році в класі професора Аленки Дернач Бунта та вступила до магістратури. У 2021 році здобула ступінь магістра сольного співу – опера.

### Кар'єра
У 2017 році Raiven випустила свій дебютний альбом Magenta, а пізніше отримала нагороду Словенської культурно-мистецької асоціації за досягнення в розвитку словенської музики на популярній музичній премії «Zlata piščal» у номінації «Запис року». У другій половині 2018 року почала працювати з авторами пісень і продюсерами в Metropolis Studios у Лондоні. У результаті її роботи там вона випустила мініальбом REM, який отримав визнання критиків і публіки.
4 липня 2019 року виступила на сцені Fusion Stage на фестивалі Exit у Нові-Саді, увечері, коли організатори перелічили найбільше відвідувачів за всю історію фестивалю — понад 56 тисяч. Наприкінці 2019 року вона виступала на численних резонансних заходах, зокрема як солістка Словенського радіо і телебачення, біг-бенду RTV Словенія, словенського барокового оркестру й оркестру словенської поліції. У лютому 2020 року вона виступила зі своєю власною композицією «Ti» з тим самим оркестром в Люблянському словенському національному театрі Опери та Балету, під керівництвом та адаптацією Матії Кречіча.
11 вересня 2021 року виконала свою власну пісню «Vokovi» на фестивалі «Popevka 2021», з якою виграла Гранд-приз глядацьких симпатій, завдяки чому її пісня отримала однойменний титул.
Паралельно співачка тричі подавала заявку на EMA — словенський національний відбір на Пісенний конкурс Євробачення, а саме у 2016, 2017 та 2019 роках. Всі ці спроби закінчились невдало, однак мовник Словенії самостійно відібрав Raiven для участі на конкурсі у 2023 році, через що вона мала представити країна на Пісенному конкурсі Євробачення 2024 з піснею «Veronika». У фіналі конкурсу співачка зайняла 23 місце.

## Дискографія

### Альбоми
| Назва   | Деталі                                                                                |
| ------- | ------------------------------------------------------------------------------------- |
| Magenta | - Вийшов: 19 липня 2017 - Лейбл: Spinnup - Формат: CD, цифрове завантаження, стриминг |

### Мініальбоми
| Назва         | Деталі                                                            |
| ------------- | ----------------------------------------------------------------- |
| REM           | - Вийшов: 17 лютого 2019 - Формат: цифрове завантаження, стриминг |
| Sirene, Pt. 1 | - Вийшов: 17 лютого 2024 - Формат: цифрове завантаження, стриминг |

### Сингли
| Назва            | Рік  | Найвища позиція чарту | Альбом               |
| Назва            | Рік  | SLO                   | Альбом               |
| ---------------- | ---- | --------------------- | -------------------- |
| «Jadra»          | 2014 | —                     | Magenta              |
| «Bežim»          | 2015 | —                     | Magenta              |
| «Črno bel»       | 2016 | 42                    | Magenta              |
| «Nov planet»     | 2016 | —                     | Magenta              |
| «Zažarim»        | 2017 | —                     | Magenta              |
| «Nisem kriva»    | 2018 | —                     | Сингл без альбому    |
| «Kaos»           | 2019 | —                     | REM                  |
| «Širni ocean»    | 2019 | —                     | REM                  |
| «Kralj Babilona» | 2019 | —                     | REM                  |
| «Ti»             | 2019 | —                     | Сингли поза альбомом |
| «Volkovi»        | 2021 | —                     | Сингли поза альбомом |
| «Habanera»       | 2022 | —                     | Sirene, Pt. 1        |
| «Ikona»          | 2023 | —                     | Sirene, Pt. 1        |
| «Veronika»       | 2024 | —                     | Sirene, Pt. 1        |
| «Ofelija»        | 2024 | —                     | Сингли поза альбомом |
| «Elektrino scre» | 2024 | —                     | Сингли поза альбомом |

## Нагороди і номінації
| Рік  | Змагання                | Номінант / Робота | Результат   | Прим.  |
| ---- | ----------------------- | ----------------- | ----------- | ------ |
| 2016 | EMA                     | «Črno bel»        | Друге місце | [ 13 ] |
| 2017 | EMA                     | «Zažarim»         | Трете місце | [ 14 ] |
| 2019 | EMA                     | «KAOS»            | Друге місце | [ 15 ] |
| 2021 | Slovenian song festival | Volkovi           | Перше місце | [ 16 ] |

| Рік  | Нагорода                | Номінант / робота | Категорія             | Результат | Прим.  |
| ---- | ----------------------- | ----------------- | --------------------- | --------- | ------ |
| 2017 | Zlata piščal            | «Nov planet»      | Song of the Year      | Номінація | [ 17 ] |
| 2018 | Zlata piščal            | «Povej»           | Song of the Year      | Номінація | [ 6 ]  |
| 2018 | Zlata piščal            | Raiven            | Artist of the Year    | Номінація | [ 6 ]  |
| 2018 | Zlata piščal            | Magenta           | Album of the Year     | Перемога  | [ 6 ]  |
| 2022 | My Global Fashion Award | Raiven            | Regional Fashion Icon | Перемога  | [ 18 ] |